# 巴魯谷安
巴魯谷安，是台灣魯凱族傳統信仰中的聖地，為族人死後靈魂的歸宿、也是祖靈永恆的家。

## 簡述
巴魯谷安位於茶埔岩山（位於今屏東縣霧臺鄉）南北鞍處，是魯凱族的五大聖地之一（其他聖地則分別是大鬼湖、小鬼湖、霧頭山和北大武山），在東西魯凱群的神話中，巴魯谷安都被描述為一個城市（或村落），是靈魂所安息的永恆家園，善良的族人在去世後，他們的靈魂會先巡禮完各個聖地，最後來到巴魯谷安安息，當有人看到巴魯谷安的山頭（也就是茶埔岩山）上有飛鳥飛過，就表示部落中有人去世了。
另外，靈魂死後的巡禮路線會因族群而有所不同，如好茶部落認為在巡禮完生命起源的大小鬼湖後就會回到巴魯谷安、達魯瑪克部落則認為會先後拜訪大鬼湖、紅鬼湖、小鬼湖、最後在霧頭山和北大武山上拜見祖先後才會抵達巴魯谷安:194。

## 傳說與習俗
在好茶部落的傳說中，過去有一個叫歐格勒．卡布路安（Vekele．kabolhonqan）的人，他在死後多年突然又回到了部落，並且跟弟弟撒邦（Sabanq）表示自己是從巴魯谷安回來、要傳授在世族人經過巴魯谷安時應該進行的祭祀方法。傳統上魯凱族人就算是有事經過當地時，都會帶著嚴肅的態度以山豬皮、鐵屑和黑紅絲線織成的布來祭拜祖靈、並且在進入巴魯谷安前需要先在入口向祖靈通報：「我們回家了」，去程要先祈福、回來後也要感謝祖靈的保佑，另外在獵人祭儀（lrisi ki taraalupu，接近魯凱族的成人式）中，長老也會朝著巴魯谷安的方向祭祀:30。